# Cipermetrin
A cipermetrin egy szintetikus piretroid, melyet széles körben használnak rovarölő szerként nagyméretű mezőgazdasági felhasználásokban éppúgy, mint otthoni felhasználású irtószerekben. Rovarok esetében gyors lefolyású idegméregként funkcionál. A talajban és a növényzetben gyorsan lebomlik, de hetekig hatásos maradhat beltéri, zavartalan felületeken. A napfény, víz és oxigén gyorsítja lebomlását.  Megtalálható számos háztartási hangya- és svábbogár-irtószerben.

## Hatása emberi szervezetre
A szer nagyobb mennyiségben való bevétele hányingert, fejfájást, izomgyengeséget, nyáladzást, légszomjat és görcsöket okozhat. Kisebb dózisban, vízben oldva az emberi szervezetre gyakorolt hatása elenyésző.

## Környezeti hatások
A cipermetrin széles spektrumú rovarölő szer, ami ugyanúgy elpusztítja a hasznos vagy ártalmatlan rovarokat, mint a károsakat. Különösen mérgező halakra, méhekre és vízi szervezetekre.